# سوزان روبنشتاين
سوزان روبنشتاين (بالإنجليزية: Susanna Rubinstein)‏ (20 سبتمبر 1847 - 1914)، كانت عالمة نفس نمساوية. ولدت في تشيرنوفيتش. درست في جامعة براغ وفي لايبزيغ وفيينا وبرن. حصلت على درجة الدكتوراه في عام 1874 في علم النفس والأدب الألماني: كانت أطروحتها "Uber die sensoriellen und sensitiven Sinne" («حول الحواس الحسية»).

## وصلة خارجية
- Portrait from the collections of New York Public Library